# Yimin, Sichuan
Yimin är en socken i Kina. Den ligger i provinsen Sichuan, i den sydvästra delen av landet, omkring 500 kilometer sydväst om provinshuvudstaden Chengdu. Antalet invånare är 12 229. Befolkningen består av 5 892 kvinnor och 6 337 män. Barn under 15 år utgör 20,0 %, vuxna 15-64 år 70 %, och äldre över 65 år 8,0 %.
Genomsnittlig årsnederbörd är 1 091 millimeter. Den regnigaste månaden är juli, med i genomsnitt 327 mm nederbörd, och den torraste är januari, med 1 mm nederbörd.